# Ох Хери
Ох Хери (30. април 1988) је јужнокорејски теквондиста. На Универзијади у Београду 2009. освојила је сребрну медаљу, а на Азијском првенству 2010. златну. На Светском првенству 2011. дошла је до сребра. У међувремену се такмичила на мањим турнирима да би на Светском првенству 2015. освојила злато. Олимпијска победница постала је у Рио де Жанеиру 2016.